# Leslie Stratton (Skeletonpilotin)
Leslie Stratton (* 9. Juli 1992) ist eine US-amerikanisch-schwedische Skeletonpilotin, Softballspielerin und ehemalige Bobfahrerin. Im Skeleton nahm sie 2019 für Schweden an den Weltmeisterschaften teil und im Softball nahm sie 2015 und 2019 für Schweden an den Europameisterschaften teil.

## Karriere

### Karriere als Softballspielerin
Im Jahr 2013 wurde Leslie Stratton erstmals in das schwedische Softball-Nationalteam berufen und wurde auch in den Kader für die Softball-Europameisterschaften 2015 berufen, welche in der niederländischen Stadt Rosmalen zwischen den 19. und 25. Juli 2015 ausgetragen wurden. Sie belegte dabei mit ihrem Team in der Endabrechnung den 11. Platz. Während sie bei der Softball-Europameisterschaft im Jahr 2017 nicht im Kader stand, wurde sie für die Europameisterschaften 2019, welche in Tschechien und in Polen ausgetragen wurde, in den Kader berufen. Mit dem schwedischen Team belegte sie schlussendlich den 15. Platz.

### Karriere als Bobfahrerin
Nach der Softball-Europameisterschaft 2015 startete Leslie Stratton neben ihrer Softballkarriere eine Karriere in einer weiteren Sportart, und zwar im Bobsport. Sie wurde in den USA zur Anschieberin ausgebildet und konnte ihr erstes Rennen im Bob-Nordamerikacup 2014/15 am 21. November 2014 als Anschieberin von Nicole Vogt bestreiten. Bei dem Rennen auf der Olympiabahn in Calgary belegten die beiden den elften Platz. Ihr bestes Ergebnis als Bobanschieberin konnte sie in Lake Placid als Anschieberin von Katie Eberling erzielen und beim Rennen am 6. Februar 2015 belegten sie gemeinsam den neunten Platz. Einen Tag später nahm sie als Anschieberin von Brittany Reinbolt am Viererbob-Rennen der Männer teil und der Bob von Reinbolt belegte den achten und damit letzten Platz, welchen das Team einen Tag später beim zweiten Viererbob-Rennen erneut belegte.

### Karriere als Skeletonpilotin
Nach der Saison wechselte Leslie Stratton vom Bobsport zum Skeletonsport und bestritt bereits am 12. November 2015 ihr erstes internationales Skeletonrennen. Beim Rennen des Nordamerikacups in Calgary belegte sie bei ihrem Debüt den 16. Platz. Ihr bestes Resultat für die USA im Nordamerikacup erreichte sie am 17. März 2016 in Park City und belegte bei diesen Rennen den siebten Platz. In der Saison 2017/18 startete sie für die USA im Skeleton-Europacup und gab am 11. November 2017 auf der Bahn in Lillehammer ihr Debüt, bei welchen sie den 14. Platz belegte. Damit erreichte sie auch ihr bestes Ergebnis im Europacup. Am 15. Dezember 2017 konnte sie in La Plagne ihr bestes Ergebnis einstellen.
Nach der Saison 2017/18 entschied sich Leslie Straton, den United States Bobsled and Skeleton, den US-amerikanischen Bob- und Skeletonverband, zu verlassen und für Schweden zu starten. Ihr erstes Skeleton-Rennen für den schwedischen Verband bestritt sie im Skeleton-Nordamerikacup am 7. November 2018 auf der Bahn in Whistler und belegte dabei den neunten Platz. Am 19. November 2018 konnte sie erstmals ein Rennen im Nordamerikacup für sich entscheiden. Beim Rennen in Park City siegte sie vor ihren ehemaligen Teamkolleginnen Kelly Curtis und Sara Roderick. Einen Tag darauf musste sie sich beim zweiten Rennen in Park City Kelly Curtis geschlagen geben und belegte den zweiten Platz. Am 30. November 2018 fuhr sie erneut auf das Podium und diesmal in Lake Placid. Hinter den beiden US-Amerikanerinnen Sara Roderick und Michelle Toukan belegte sie den dritten Platz. Am Ende der Saison 2018/19 belegte sie hinter Kelly Curtis den zweiten Platz in der Gesamtwertung des Nordamerikacups.
In der Saison 2018/19 war Leslie Stratton nicht nur im Nordamerikacup, sondern auch im Europacup und im Skeleton-Intercontinentalcup am Start. Sie absolvierte ihr erstes Rennen für Schweden im Europacup am 6. Dezember 2018 in Königssee und belegte dabei den 24. Platz. Einen Tag später belegte sie auf der gleichen Bahn den 22. Platz. Ihr Debüt im Intercontinentalcup gab sie am 19. Januar 2019 in Park City und belegte dabei den siebten Platz und damit ihr bisher bestes Ergebnis in dieser Rennserie. Den gleichen Platz konnte sie auch beim zweiten Rennen in Park City belegen, welches am selben Tag ausgetragen wurde. Zudem qualifizierte sie sich für die Skeleton-Weltmeisterschaft 2019 und belegte bei ihren ersten Skeleton-Weltmeisterschaften den 18. Platz im Whistler Sliding Centre.
In der Saison 2018/19 erarbeitete sie sich einen Quotenplatz für den Skeleton-Weltcup 2019/20 und debütierte am 7. November 2019 in Lake Placid im Skeleton-Weltcup. Dabei belegte sie den 18. Platz.